# Alungal Mathai Thomas
Alungal Mathai Thomas (1912 - 1981) fue un abogado, político y diplomático indio.

## Biografía
Alungal Mathai Thomas fue hijo de nd Aleyamma Mathai y Alungal Thomas Mathai.
Fue abogado ante la Corte Suprema de Justicia de la India.
- En 1948 fue miembro de la Asamblea de Cochin Cochin Legislative Council.
- De 1948 a 1952 fue miembro de la Asamblea de Travancore-Cochin y Portavoz (comunicación) de este asamblea legislativa en 1951.
- De 1952 a 1965 fue miembro de la Lok Sabha.
- De 1957 a noviembre de 1963 fue ministro de alimentación suplente en el Gobierno de la India.
- De noviembre de 1963 a junio de 1964 fue ministro de alimentación en el Gobierno de Lal Bahadur Shastri.
- De junio 1964 a marzo 1967 fue ministro de Producción de Defensa en el Gobierno de Indira Gandhi.
- En 1958 y 1961 dirigió la delegación de la India a la conferencia de la ONU de azúcar en Ginebra.
- En 1960 dirigió la delegación de la India a la conferencia sobre aliemtación en Canadá y los Estados Unidos.
- De 1969 a julio de 1971 fue Alto Comisionado en Canberra.
- De julio de 1971 a 1972 fue Alto Comisionado en Lusaka.
- Muere de un Infarto agudo de miocardio[1]